# Syllegomydas botta
Syllegomydas botta är en tvåvingeart som först beskrevs av Macquart 1850.  Syllegomydas botta ingår i släktet Syllegomydas och familjen Mydidae.
Artens utbredningsområde är Afghanistan. Inga underarter finns listade i Catalogue of Life.